# Valeriana stuckertii
Valeriana stuckertii är en kaprifolväxtart som beskrevs av Briq. Valeriana stuckertii ingår i släktet vänderötter, och familjen kaprifolväxter. Inga underarter finns listade i Catalogue of Life.